# Atividade biológica
Atividade biológica ou farmacológica é uma expressão que descreve os efeitos benéficos ou adversos de um composto químico sobre os seres vivos.
Quando a droga em causa é uma mistura química complexa, esta actividade é produzida pelo ingrediente activo da substância ou farmacóforo, mas pode ser modificada pelos outros constituintes. O principal tipo de actividade biológica é a toxicidade de uma substância. A actividade é geralmente dependente da dosagem e não é invulgar ter efeitos que variam do benéfico ao adverso, conforme a dosagem é aumentada. A actividade depende de modo crítico do cumprimento dos critérios absorção, distribuição, metabolismo, e excreção (ADME).
Enquanto que uma substância é considerada bioactiva se interage com ou produz efeito sobre qualquer tecido celular do corpo humano, a actividade farmacológica é geralmente usada para descrever efeitos benéficos.